# 莫里斯敦 (明尼蘇達州)
莫里斯敦（英語：Morristown）是一個位於美國明尼蘇達州賴斯縣的城市。

## 人口
根據2020年美國人口普查的數據，莫里斯敦的面積為2.96平方千米，皆為陸地。當地共有人口949人，而人口密度為每平方千米321人。